# Vámosgyörk
Vámosgyörk es un pueblo ubicado en el distrito de Gyöngyös, en el condado de Heves, Hungría.

## Superficie
Posee una superficie de 21,82 kilómetros cuadrados.

## Demografía
Hasta 2019 la población era de 1939 habitantes, con una densidad de población de 88,86 habitantes por kilómetro cuadrado.